# Série (géologie)
Pour les articles homonymes, voir série.
Une série en géologie est une subdivision d'un système sur l'échelle des temps géologiques basée sur la chronostratigraphie, c'est-à-dire sur les résultats obtenus par les méthodes de la biostratigraphie et de la lithostratigraphie. C'est une unité de temps de quatrième ordre (voir tableau ci-contre).
Les limites de chaque série sont marquées principalement par des renouvellements et des variations des faunes et flores fossiles dans les sédiments (paléontologie).

## Équivalence et subdivisions
Son équivalent en géochronologie s'appelle une époque.
La série se subdivise en étages géologiques, qui constituent l'unité de base du temps géologique, même si celle-ci peut encore se décliner en sous-étages, puis en zones, sous-zones et horizons biostratigraphiques.

## Séries géologiques
La Commission internationale de stratigraphie établit, dans le cadre de l'Union internationale des sciences géologiques (I.U.G.S.), les différents intervalles de l'Échelle des temps géologiques.

### Séries du Précambrien
Pour les temps antérieurs à l'explosion cambrienne (apparition de la plupart des grands embranchements actuels de métazoaires et grande diversification des faunes, il y a environ 541 millions d'années), les données de chronostratigraphie sont insuffisantes pour définir des séries. Les différents éonothèmes du Précambrien restent sans subdivision (Hadéen), divisés seulement en érathèmes pour l'Archéen et jusqu'au niveau des systèmes pour le  Protérozoïque.

### Séries des systèmes du Phanérozoïque
L'éonothème du Phanérozoïque couvre les temps géologiques depuis la base de l'étage Cambrien, il y a 541 millions d’années, jusqu'à nos jours. Les séries portent les mêmes noms que leur équivalent en géochronologie, les époques. Les systèmes du Phanérozoïque se découpent généralement en 2 ou 3 séries appelées tout simplement du nom du système auquel sont accolés les qualificatifs d'inférieur, moyen ou supérieur; par exemple le Jurassique inférieur.
Le dernier érathème de l'échelle des temps géologiques, le Cénozoïque, est quant à lui divisé en trois systèmes, eux-mêmes découpés en un total de 7 séries. Du plus ancien à l'actuel:
- système Paléogène:
  - Paléocène
  - Éocène
  - Oligocène
- système Néogène:
  - Miocène
  - Pliocène
- système Quaternaire:
  - Pléistocène
  - Holocène

A la fin du XXe siècle, une nouvelle époque géologique, l'Anthropocène, est proposée pour caractériser l'ensemble des événements géologiques qui se sont produits depuis que les activités humaines ont une incidence globale significative sur l'écosystème terrestre. Elle aurait débuté à la fin du XVIIIe siècle avec la révolution industrielle, et succéderait ainsi à l'Holocène. Dans les années 2020, l'Anthropocène reste un sujet de controverses..